# Giro delle Fiandre 1963
Il Giro delle Fiandre 1963, quarantasettesima edizione della corsa, fu disputato il 31 marzo 1963, per un percorso totale di 249 km. Fu vinto dal belga Noël Foré, al traguardo con il tempo di 6h08'42", alla media di 40,680 km/h, davanti a Frans Melckenbeeck e Tom Simpson.
I ciclisti che partirono da Gand furono 127; coloro che tagliarono il traguardo a Gentbrugge furono 35.

## Ordine d'arrivo (Top 10)
| Pos. | Corridore          | Squadra               | Tempo    |
| ---- | ------------------ | --------------------- | -------- |
| 1    | Noël Foré          | Faema-Flandria        | 6h08'42" |
| 2    | Frans Melckenbeeck | Mercier-BP-Hutchinson | s.t.     |
| 3    | Tom Simpson        | Peugeot-BP-Englebert  | s.t.     |
| 4    | Willy Vannitsen    | Peugeot-BP-Englebert  | a 30"    |
| 5    | Jos Wouters        | Solo-Terrot           | s.t.     |
| 6    | Rik Van Looy       | GBC-Libertas          | s.t.     |
| 7    | Michel Van Aerde   | Solo-Terrot           | s.t.     |
| 8    | Emile Daems        | Peugeot-BP-Englebert  | s.t.     |
| 9    | Raymond Poulidor   | Mercier-BP-Hutchinson | s.t.     |
| 10   | Jo de Roo          | Saint-Raphaël-Gitane  | s.t.     |